# Madden NFL 23
Madden NFL 23 è un videogioco di football americano sviluppato da EA Tiburon e pubblicato da Electronic Arts il 18 agosto 2022 per Microsoft Windows e il 19 agosto 2022 per tutte le console.
Si tratta del trentaseiesimo capitolo della serie videoludica Madden NFL, il primo peraltro ad essere stato rilasciato dopo della morte dell'ex allenatore e telecronista John Madden, da cui la serie aveva tratto denominazione e il primo a debuttare anche su Epic Games Store.

## Copertina
John Madden era stato annunciato come protagonista della copertina di Madden Day (1 giugno 2022; lo stesso giorno in cui è stato rilasciato il primo capitolo della serie, John Madden Football) in onore dopo la sua morte avvenuto il 28 dicembre 2021.

## Accoglienza
L'aggregatore online di recensioni Metacritic riporta una valutazione media delle critiche professionali pari a 66/100 per la versione per PlayStation 5 e a 73/100 per la versione per Xbox Series X e Series S, mentre IGN riporta invece una valutazione di 7/10.